# Mount Vernon (Dacota do Sul)
Mount Vernon é uma cidade localizada no estado norte-americano de Dakota do Sul, no Condado de Davison.

## Demografia
Segundo o censo norte-americano de 2000, a sua população era de 477 habitantes.
Em 2006, foi estimada uma população de 468, um decréscimo de 9 (-1.9%).

## Geografia
De acordo com o United States Census Bureau tem uma área de
0,8 km², dos quais 0,8 km² cobertos por terra e 0,0 km² cobertos por água. Mount Vernon localiza-se a aproximadamente 430 m acima do nível do mar.

## Localidades na vizinhança
O diagrama seguinte representa as localidades num raio de 20 km ao redor de Mount Vernon.